# Lianga
Lianga è una municipalità di quarta classe delle Filippine, situata nella Provincia di Surigao del Sur, nella Regione di Caraga.
Lianga è formata da 13 baranggay:
- Anibongan
- Ban-as
- Banahao
- Baucawe
- Diatagon
- Ganayon
- Liatimco
- Manyayay
- Payasan
- Poblacion
- Saint Christine
- San Isidro
- San Pedro